# Therese Körner
Maria-Theresia Körner, geborene Dierichsweiler (* 21. November 1901 in Lengsdorf; † 16. April 1994 in Bonn), war eine deutsche Kommunalpolitikerin der CDU.

## Leben
Therese Dierichsweiler kam als drittes Kind des Bäckermeisters Hubert Dierichsweiler und dessen Frau Therese Dierichsweiler zur Welt. Sie begann im November 1918 ein Studium an den Heyermannschen Bildungsanstalten, einem privaten Lehrerinnenseminar in Bonn. Im März 1922 schloss sie ihr Studium mit dem Lehrerinnenexamen ab, erhielt jedoch keine Anstellung im Schuldienst. So nahm sie im selben Jahr eine Stelle als Sekretärin beim Kartellverband der Christlichen Gewerkschaften in Bonn an. Hier lernte sie auch ihren späteren Mann Heinrich Körner kennen. 1923 fand sie für einige Monate Arbeit bei der Städtischen Sparkasse. 1924 heiratete das Paar.

## 1933–1945
Nach der Machtübernahme 1933 wurde der Ehemann von Therese Körner im Zusammenhang mit der Zerschlagung der Gewerkschaften für kurze Zeit verhaftet. Im Bonner Raum war das Ehepaar Körner Mittelpunkt von Oppositionellen aus dem Düsseldorfer, Kölner und Bonner Raum. Engste Kontakte gab es zur Familie Kaiser. Therese Körner arbeitete freiwillig als Luftschutzwartin, um so auch die Nachbarschaft besser im Auge zu haben und konnte auch einer jüdischen Nachbarin bis zu deren Deportation unauffällig beistehen. Nach dem gescheiterten Attentat auf Hitler vernichtete sie vorsorglich sämtliche belastenden Unterlagen. Die Nazis durchsuchten nach der Verhaftung des Mannes mehrfach das Haus der Familie. Nachdem sie erfuhr, dass ihr Mann ermordet wurde, entschloss sie sich dazu, das politische Erbe ihres Mannes weiterzutragen.

## Politischer Werdegang

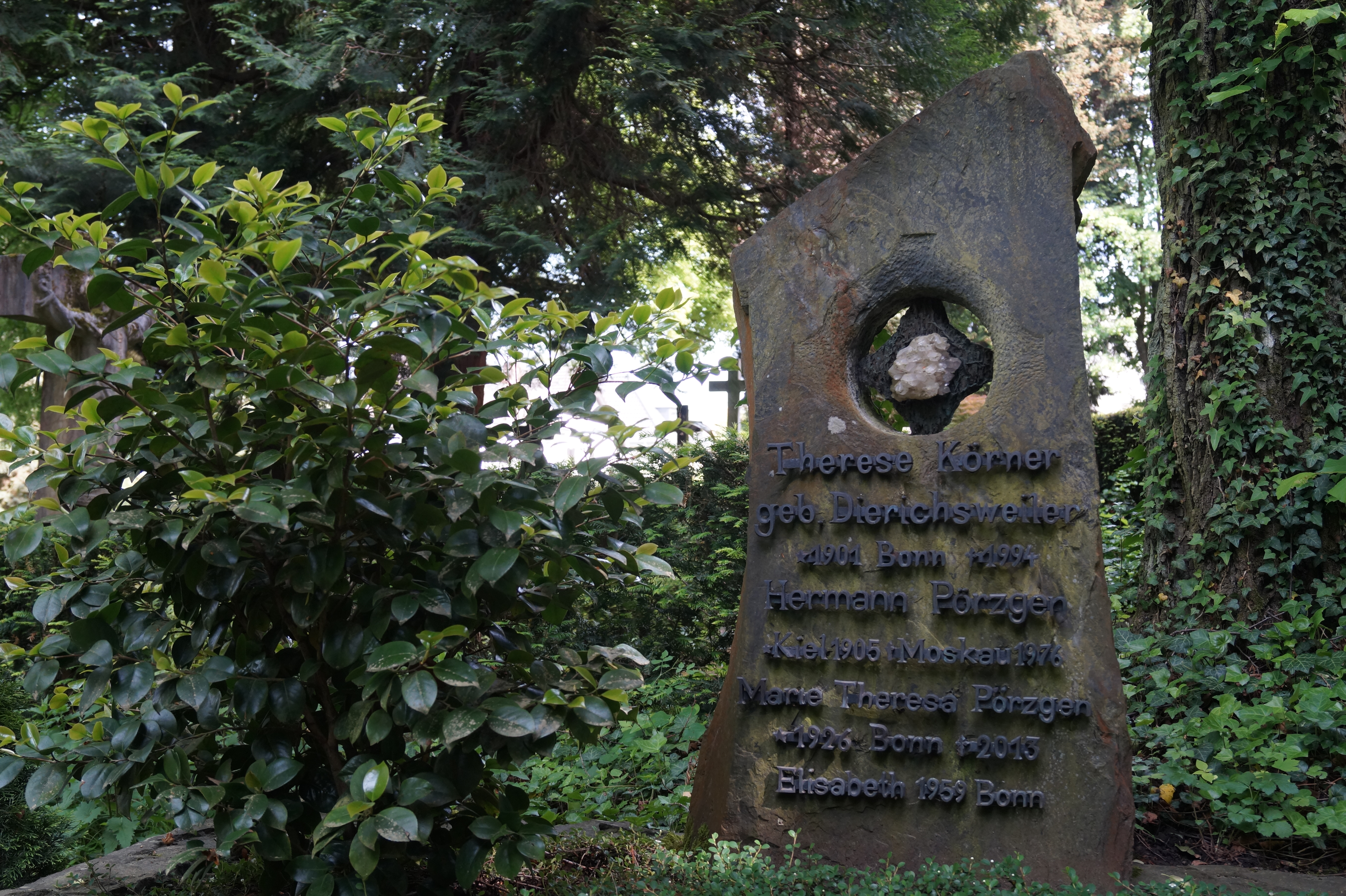
Grabstätte der Familie Körner auf dem Kessenicher Bergfriedhof

Im Frühsommer 1945 lud Therese Körner einen Kreis von Personen aus Widerstand, ehemaligen Zentrumsmitgliedern, Gewerkschaften und Sozialdemokraten in ihr Haus ein. Dort wurde die Gründung der Bonner CDU maßgeblich vorbereitet. Im August 1945 begann sie als Junglehrerin an der Nikolausschule in Kessenich und half, nach ihrem zweiten Staatsexamen, die Elisabethschule aufzubauen. Hier blieb sie bis zur Frühpensionierung 1959. Am 21. September 1945 nahm sie zusammen mit 37 weiteren Personen an der Gründung der Bonner CDU teil. Die britische Militärregierung berief sie 1946 in den Bonner Stadtrat, und bis 1964 blieb sie dort als Stadtverordnete. Auch wurde sie von der Militärregierung in den Entnazifizierungshauptausschuss von Lehrpersonal auf Bonner Schulen berufen. Sie half der ersten Geschäftsführerin des Hilfswerks 20. Juli 1944, Renate Gräfin Hardenberg, Hinterbliebene und Überlebende des Widerstandes zu unterstützen. In mehreren Bonner Ausschüssen war sie als Mitglied aktiv, im Wohnungs-, Kultur-, Schul, Jugendwohlfahrts- und Finanzausschuss.
Körner lebte von 1968 bis zu ihrem Tod in Beuel. Ihre Grabstätte befindet sich auf dem Kessenicher Bergfriedhof.

## Familie
Das Ehepaar Körner hatte drei Töchter. Eine Enkelin ist die Journalistin Gemma Pörzgen.